# Marmara-Universität

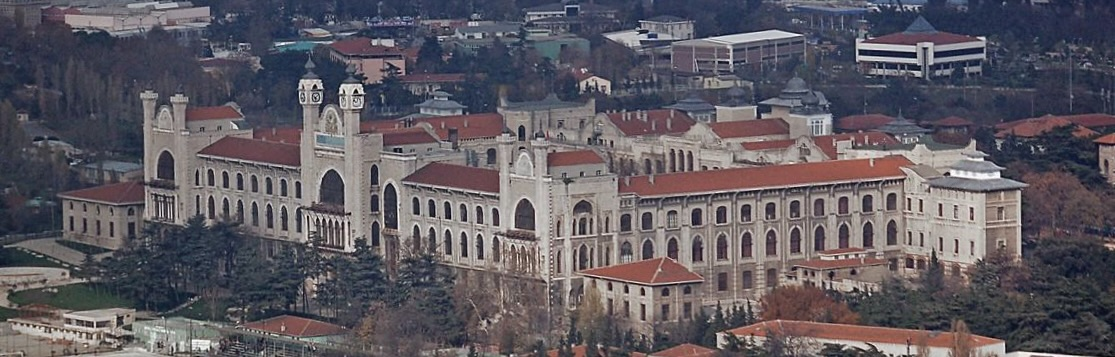
Campus der Fakultät für Medizin am Bosporus

Die Marmara-Universität (türkisch: Marmara Üniversitesi) ist eine staatliche Universität in Istanbul und mit 62.000 Studenten die zweitgrößte Universität der Türkei.

## Hintergrund
Die Universität ist nach dem bei Istanbul liegenden Marmarameer benannt und wurde erst 1982 als Universität gegründet, baut jedoch ihre Lehr- und Forschungstätigkeit unter anderem auf Istanbuler Hochschulen aus dem Jahre 1883 auf. Das Lehrangebot erfolgt in fünf Sprachen (Türkisch, Englisch, Deutsch, Französisch, Arabisch). Es gibt 13 Standorte, 104 Studiengänge, 11 Institute, 8 Hochschulen, 28 Forschungszentren.
Im Mai 2005 wurde dem damaligen deutschen Bundeskanzler Gerhard Schröder die Ehrendoktorwürde der Universität verliehen.

## Fakultäten
- Atatürk-Fakultät für Erziehungswissenschaften
- Fakultät für Zahnmedizin
- Fakultät für Pharmazie
- Fakultät für Geistes- und Naturwissenschaften
- Fakultät für Kunst
- Fakultät für Rechtswissenschaft
- Fakultät für Wirtschafts- und Verwaltungswissenschaften
- Fakultät für Theologie
- Fakultät für Kommunikation und Publizistik
- Fakultät für Ingenieurswissenschaften
- Fakultät für technische Erziehung
- Fakultät für Medizin
- Fakultät für Gesundheitserziehung

## Partnerschaften
- Hochschule Flensburg (Fachhochschule), Flensburg, Deutschland
- Universität Bremen, Bremen, Deutschland
- Technische Universität Dortmund, Deutschland
- Technische Universität Wien, Österreich
- Technische Universität Berlin, Deutschland
- Universität Bern, Schweiz
- Hochschule Kristianstad, Schweden
- Hochschule Ansbach, Deutschland
- Karlsruher Institut für Technologie, Deutschland
- Merkur Internationale Fachhochschule Karlsruhe, Deutschland
- Universität Gent, Belgien
- Universität Catania, Italien
- Universität Warschau, Polen
- Universität Paris III, Frankreich
- Alice-Salomon-Schule Hannover, Deutschland
- Hochschule Fulda, Fulda, Deutschland
- Hochschule Reutlingen, Reutlingen, Deutschland
- Fachhochschule des bfi Wien, Wien, Österreich
- Universität Hamburg, Hamburg, Deutschland
- Hochschule Heilbronn, Heilbronn, Deutschland
- Philipps-Universität Marburg, Marburg, Deutschland
- Hochschule Niederrhein, Krefeld, Deutschland
- Hochschule Ostwestfalen-Lippe, Lemgo, Deutschland,
- Johannes Kepler Universität, Linz, Österreich
- Westfälische Wilhelms-Universität Münster, Münster, Deutschland

## Persönlichkeiten
- Aydın Doğan (geb. 1936), türkischer Unternehmer und Inhaber der Doğan Yayın Holding
- Filiz Gencan Akin (geb. 1983), türkische Juristin und Oberbürgermeisterin der Stadt Edirne
- Recep Tayyip Erdoğan (geb. 1954), türkischer Staatspräsident (strittig, siehe Recep Tayyip Erdoğan#Zweifel am akademischen Grad)
- Nazım Ekren (geb. 1956), türkischer Politiker und Staatsminister
- Işıl Karakaş (1958–2024), türkische Richterin am Europäischen Gerichtshof für Menschenrechte
- Mahmud Erol Kılıç (geb. 1961), türkischer Diplomat und Theologe
- Rauf Engin Soysal (geb. 1960), türkischer Diplomat
- Edibe Sözen (geb. 1961), türkische Soziologin und Politikerin
- Hussein Mwinyi (geb. 1966), Präsident von Sansibar
- Sedef Kabaş (geb. 1968), türkische Journalistin, Nachrichtensprecherin und Publizistin
- Sevil Sabancı (geb. 1973), türkische Unternehmerin und Reiterin
- Nazlı Tolga (geb. 1979), türkisch-niederländische Fernsehmoderatorin
- Esra Erol (geb. 1982), türkische Fernsehmoderatorin